# Satellite Chemical
Satellite Chemical Co Ltd (STL) ( Chinese: 卫星化学 ), anciennement connue sous le nom de Zhejiang Satellite Petrochemical Co Ltd ( Chinese 浙江卫星石化), anciennement connue sous le nom de Zhejiang Satellite Acrylique Manufacturing Co. ( Chinese ), est une entreprise chimique chinoise qui se concentre sur la recherche, le développement, la production et la vente de produits chimiques. Les principales activités de l'entreprise comprennent la production et la vente de produits pétrochimiques.

## Des produits
Satellite Chemical s'engage dans la chaîne industrielle C2 et C3 . Ses produits comprennent des esters d'acide acrylique, des acides méthacryliques, des intermédiaires de pigments, des polymères d'émulsion acrylique, des polymères super absorbants et d'autres produits,.

## Histoire
Zhejiang Satellite Petrochemical a été fondée en 2005, anciennement connue sous le nom de Zhejiang Satellite Acrylique Manufacturing Co. 
Le 28 décembre 2011, Satellite Chemical est devenue une société cotée à la Bourse de Shenzhen.
En 2014, Satellite Chemical a commencé à installer une nouvelle unité d'adsorption modulée en pression (PSA) de Honeywell UOP pour fournir de l'hydrogène de haute pureté à son complexe intégré de raffinage et de pétrochimie situé dans la ville de Pinghu, dans la province du Zhejiang, en Chine. L'unité PSA, basée sur la technologie Polybed PSA de Honeywell UOP, purifie l'hydrogène généré par une unité de déshydrogénation du propane (PDH) UOP C3 Oleflex associée également utilisée dans le complexe.
En 2020, Satellite Chemical a obtenu l'approbation réglementaire pour construire un complexe pétrochimique de 4,2 milliards de dollars dans la province du Jiangsu pour traiter l'éthane en provenance des États-Unis.
Satellite Chemical a été classé avant-dernier dans le Forbes Global 2000 en 2022. Satellite Chemical a été classé 242e dans le Top 500 de Fortune China en 2023.

## Événement de société
Le marathon international Lianyungang·Satellite 2019, également connu sous le nom de Coupe chimique satellite, a été approuvé par le gouvernement de la ville et s'est tenu le 20 octobre dans le nouveau district de Xuwei, à Lianyungang, en Chine. Organisé par l'Association chinoise d'athlétisme, le Bureau provincial des sports du Jiangsu et le gouvernement de la ville de Lianyungang, l'événement a été accueilli par le Comité administratif de la zone nationale de démonstration de coopération régionale Est-Centre-Ouest et le Bureau des sports de la ville de Lianyungang. Le marathon combinait des courses complètes (42,195 km), semi-marathon (21,0975 km) et mini-marathon (environ 5 km), attirant 15 000 participants, dont 150 coureurs internationaux.